# Степенева матриця
Степенева матриця — в математичній теорії графів це діагональна матриця, яка містить інформацію про степінь кожної вершини. Використовується разом із матрицею суміжності для конструювання матриці Кірхгофа (матриці Лапласа) для графу.

## Визначення
Нехай дано {\displaystyle G=(V,E)} з {\displaystyle \|V\|=n}, тоді степінь матриці {\displaystyle D} для {\displaystyle G} це квадратна матриця {\displaystyle n\times n}, яка визначається як
{\displaystyle d_{i,j}:=\left\{{\begin{matrix}\deg(v_{i}),&\ i=j\\0,&\ i\neq j\end{matrix}}\right.}

## Приклад
| Граф | Степенева матриця |
| ---- | --- |
|      | {\displaystyle {\begin{pmatrix}3&0&0&0&0&0\\0&3&0&0&0&0\\0&0&2&0&0&0\\0&0&0&3&0&0\\0&0&0&0&3&0\\0&0&0&0&0&1\\\end{pmatrix}}} |

Для неорієнтованого графу степінь вершини це число ребер, що є інцидентними для даної вершини. Це означає що кожна петля рахується двічі.
- Степенева матриця k-регулярного графу має сталу діагональ {\displaystyle k}.